# کوته کومه

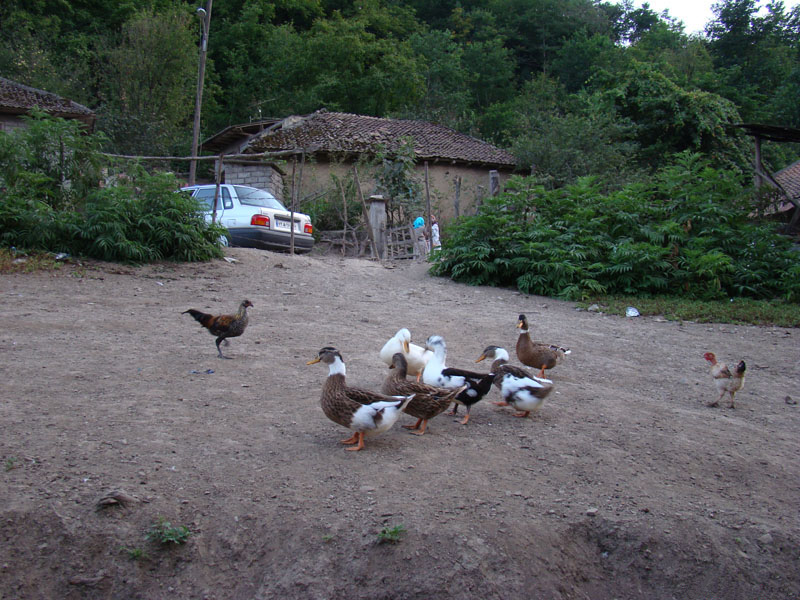
روستای کوته کومه

روستای کوته کومه در استان گیلان و در ۹ کیلومتری شهر لوندویل واقع شده‌است؛ روستایی است کوچک با حدود ۲۰ خانه و مردمانی تالشی و اهل تسنن.

## جمعیت
این روستا بالغ بر ۲۰۰۰ نفر جمعیت دارد. مردم روستا عمدتاً در محل به زبان تالشی سخن می‌گویند.

## جاذبه گردشگری
عمده شهرت این روستا بدلیل وجود آبشار لاتون بلندترین آبشار استان گیلان است.
دیگر مکان مشهور این روستا آبگرم کوته کومه است.

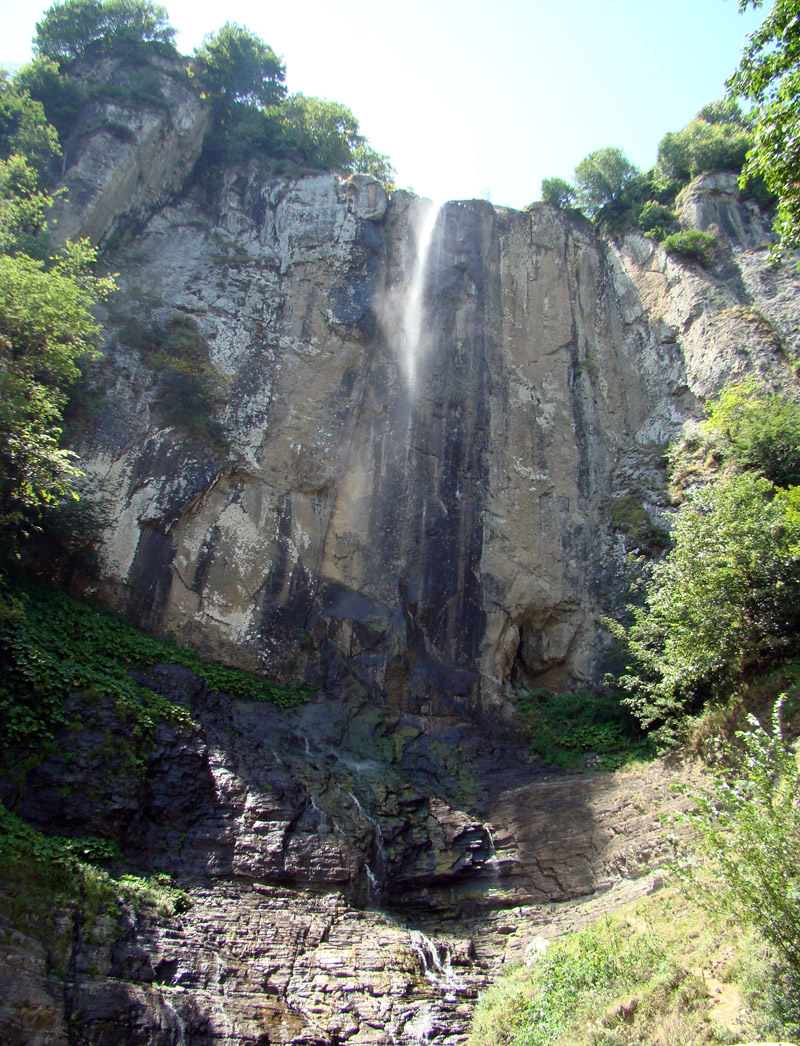
آبشار لاتون

## موقعیت
روستای کوته کومه یکی از روستاهای توریستی و گردشگری گیلان است. جمعیت این روستا بالغ بر ۱۰۰۰ نفر است. این روستا از نظر تقسیمات کشوری از توابع دهستان چلوند بخش لوندویل شهرستان آستارا می‌باشد.
این روستا در عرض جغرافیایی ۳۸درجه ۱۸ دقیقه شمالی و طول جغرافیایی ۴۸درجه ۴۶ دقیقه شرقی قرار دارد.
ارتفاع متوسط آن از سطح دریا آزاد ۷۵ متر است. این روستا در فاصله ۱۰ کیلومتری غرب شهر لوندویل قرار دارد. رودخانه لوندویل از میان آبادی عبور می‌کند.